# Élections législatives de 2022 dans les Yvelines
Les élections législatives françaises de 2022 se déroulent les 12 et 19 juin 2022. Dans les Yvelines, douze députés sont à élire dans le cadre de douze circonscriptions.

## Contexte

### Résultats de l'élection présidentielle de 2022 par circonscription
| Circonscription | 1er tour | 1er tour | 1er tour  |         | 2d tour | 2d tour |
| Circonscription | Macron   | Le Pen   | Mélenchon | Macron  | Le Pen  |         |
| --------------- | -------- | -------- | --------- | ------- | ------- | ------- |
| Circonscription |          |          |           |         |         |         |
| 1re             | 33,50 %  | 9,16 %   | 21,00 %   | 73,43 % | 26,57 % |         |
| 2e              | 35,85 %  | 10,91 %  | 17,76 %   | 73,64 % | 26,36 % |         |
| 3e              | 39,41 %  | 11,01 %  | 15,23 %   | 73,92 % | 26,08 % |         |
| 4e              | 39,64 %  | 10,39 %  | 18,99 %   | 77,30 % | 22,70 % |         |
| 5e              | 36,77 %  | 10,97 %  | 21,53 %   | 76,02 % | 23,98 % |         |
| 6e              | 37,38 %  | 11,18 %  | 21,49 %   | 74,94 % | 25,06 % |         |
| 7e              | 32,04 %  | 15,93 %  | 24,77 %   | 69,79 % | 30,21 % |         |
| 8e              | 21,32 %  | 20,57 %  | 37,90 %   | 62,51 % | 37,49 % |         |
| 9e              | 27,28 %  | 21,66 %  | 25,51 %   | 60,54 % | 39,46 % |         |
| 10e             | 32,90 %  | 16,19 %  | 19,09 %   | 67,00 % | 33,00 % |         |
| 11e             | 28,76 %  | 13,06 %  | 33,05 %   | 71,64 % | 28,36 % |         |
| 12e             | 34,19 %  | 14,21 %  | 23,71 %   | 71,64 % | 27,97 % |         |

## Système électoral
Les élections législatives ont lieu au scrutin uninominal majoritaire à deux tours dans des circonscriptions uninominales.
Est élu au premier tour le candidat qui réunit la majorité absolue des suffrages exprimés et un nombre de voix au moins égal au quart (25 %) des électeurs inscrits dans la circonscription. Si aucun des candidats ne satisfait ces conditions, un second tour est organisé entre les candidats ayant réuni un nombre de voix au moins égal à un huitième des inscrits (12,5 %) ; les deux candidats arrivés en tête du premier tour se maintiennent néanmoins par défaut si un seul ou aucun d'entre eux n'a atteint ce seuil. Au second tour, le candidat arrivé en tête est déclaré élu.
Le seuil de qualification basé sur un pourcentage du total des inscrits et non des suffrages exprimés rend plus difficile l'accès au second tour lorsque l'abstention est élevée. Le système permet en revanche l'accès au second tour de plus de deux candidats si plusieurs d'entre eux franchissent le seuil de 12,5 % des inscrits. Les candidats en lice au second tour peuvent ainsi être trois, un cas de figure appelé « triangulaire ». Les second tours où s'affrontent quatre candidats, appelés « quadrangulaire » sont également possibles, mais beaucoup plus rares.

### Partis et nuances
Les résultats des élections sont publiées en France par le ministère de l'Intérieur, qui classe les partis en leur attribuant des nuances politiques. Ces dernières sont décidées par les préfets, qui les attribuent indifféremment de l'étiquette politique déclarée par les candidats, qui peut être celle d'un parti ou une candidature sans étiquette.
En 2022, seuls les coalitions Ensemble (ENS) et Nouvelle Union populaire écologique et sociale (NUP), ainsi que le Parti radical de gauche (RDG), l'Union des démocrates et indépendants (UDI), Les Républicains (LR), le Rassemblement national (RN) et Reconquête (REC) se voient attribués en 2022 des nuances propres,,.
Tous les autres partis se voient attribués l'une ou l'autre des nuances suivantes : DXG (divers extrême gauche), DVG (divers gauche), ECO (écologiste), REG (régionaliste), DVC (divers centre), DVD (divers droite), DSV (droite souverainiste) et DXD (divers extrême droite). Des partis comme Debout la France ou Lutte ouvrière ne disposent ainsi pas de nuances propres, et leurs résultats nationaux ne sont pas publiés séparément par le ministère, car mélangés avec d'autres partis (respectivement dans les nuances DSV et DXG),.

## Résultats

### Élus
| Circonscription                                 | Député sortant          | Parti | Parti | Groupe | Député élu ou réélu | Parti | Parti | Groupe    |
| ----------------------------------------------- | ----------------------- | ----- | ----- | ------ | ------------------- | ----- | ----- | --------- |
| 1re                                             | Didier Baichère*        |       | LREM  | LREM   | Charles Rodwell     |       | Agir  | RE        |
| 2e                                              | Jean-Noël Barrot        |       | MoDem | MDDA   | Jean-Noël Barrot    |       | MoDem | DEM       |
| 3e                                              | Béatrice Piron          |       | LREM  | LREM   | Béatrice Piron      |       | LREM  | RE        |
| 4e                                              | Marie Lebec             |       | LREM  | LREM   | Marie Lebec         |       | LREM  | RE        |
| 5e                                              | Yaël Braun-Pivet        |       | LREM  | LREM   | Yaël Braun-Pivet    |       | LREM  | RE        |
| 6e                                              | Natalia Pouzyreff       |       | LREM  | LREM   | Natalia Pouzyreff   |       | LREM  | RE        |
| 7e                                              | Michèle de Vaucouleurs* |       | MoDem | MDDA   | Nadia Hai           |       | LREM  | RE        |
| 8e                                              | Michel Vialay           |       | LR    | LR     | Benjamin Lucas      |       | G.s   | ÉCO-NUPES |
| 9e                                              | Bruno Millienne         |       | MoDem | MDDA   | Bruno Millienne     |       | MoDem | DEM       |
| 10e                                             | Aurore Bergé            |       | LREM  | LREM   | Aurore Bergé        |       | LREM  | RE        |
| 11e                                             | Philippe Benassaya      |       | LR    | LR     | William Martinet    |       | LFI   | LFI-NUPES |
| 12e                                             | Florence Granjus*       |       | LREM  | LREM   | Karl Olive          |       | LREM  | RE        |
| * député sortant ne se représentant pas en 2022 |                         |       |       |        |                     |       |       |           |

### Taux de participation
| Taux de participation | 1er tour | 1er tour | 1er tour   | 2d tour | 2d tour | 2d tour    | Différence entre les deux tours |
| Taux de participation | En 2017  | En 2022  | Différence | En 2017 | En 2022 | Différence | Différence entre les deux tours |
| --------------------- | -------- | -------- | ---------- | ------- | ------- | ---------- | ------------------------------- |
| À midi                | 13,33 %  | 15,45 %  | 2,12       | 13,06 % | 14,96 % | 1,9        | 0,49                            |
| À 17 heures           | 38 %     | 36,32 %  | 1,68       | 31,90 % | 35,43 % | 3,53       | 0,89                            |
| Final                 | 52,58 %  | 51,87 %  | 0,71       | 45,32 % | 49,52 % | 4,2        | 2,35                            |

### Résultats à l'échelle du département

#### Résultats par coalition
| Parti et coalition                                           | Parti et coalition                                           | Parti et coalition                              | Premier tour | Premier tour | Premier tour | Second tour   | Second tour   | Second tour | Total Sièges  | +/-           |  |
| Parti et coalition                                           | Parti et coalition                                           | Parti et coalition                              | Voix         | %            | Sièges       | Voix          | %             | Sièges      | Total Sièges  | +/-           |  |
| ------------------------------------------------------------ | ------------------------------------------------------------ | ----------------------------------------------- | ------------ | ------------ | ------------ | ------------- | ------------- | ----------- | ------------- | ------------- |  |
|                                                              |                                                              | La République en marche (LREM)                  | 122 962      | 24,96        | 0            | 195 812       | 44,01         | 7           | 7             | 1             |  |
|                                                              | Mouvement démocrate (MoDem)                                  | 28 666                                          | 5,82         | 0            | 50 011       | 11,24         | 2             | 2           | 1             |               |  |
|                                                              | Agir                                                         | 15 198                                          | 3,08         | 0            | 25 707       | 5,78          | 1             | 1           | Nv            |               |  |
| Total Ensemble (ENS)                                         | Total Ensemble (ENS)                                         | 166 826                                         | 33,86        | 0            | 271 530      | 61,02         | 10            | 10          | 1             |               |  |
|                                                              |                                                              | La France insoumise (LFI)                       | 61 302       | 12,44        | 0            | 84 661        | 19,03         | 1           | 1             | 1             |  |
|                                                              | Europe Écologie Les Verts (EELV)                             | 11 296                                          | 2,29         | 0            | 15 880       | 3,57          | 0             | 0           | en stagnation |               |  |
|                                                              | Parti socialiste (PS)                                        | 10 488                                          | 2,13         | 0            | 15 770       | 3,54          | 0             | 0           | en stagnation |               |  |
|                                                              | Génération.s (G.s)                                           | 10 054                                          | 2,04         | 0            | 15 849       | 3,56          | 1             | 1           | Nv            |               |  |
|                                                              | Révolution écologique pour le vivant (REV)                   | 9 525                                           | 1,93         | 0            |              |               |               | 0           | Nv            |               |  |
|                                                              | Parti ouvrier indépendant (POI)                              | 9 323                                           | 1,89         | 0            | 12 231       | 2,75          | 0             | 0           | en stagnation |               |  |
|                                                              | Génération écologie (GÉ)                                     | 8 704                                           | 1,77         | 0            | 13 414       | 3,01          | 0             | 0           | Nv            |               |  |
| Total Nouvelle Union populaire écologique et sociale (NUPES) | Total Nouvelle Union populaire écologique et sociale (NUPES) | 120 692                                         | 24,49        | 0            | 157 805      | 35,46         | 2             | 2           | 2             |               |  |
|                                                              |                                                              | Les Républicains (LR)                           | 63 558       | 12,90        | 0            |               |               |             | 0             | 1             |  |
|                                                              | Union des démocrates et indépendants (UDI)                   | 6 678                                           | 1,36         | 0            | 0            | en stagnation |               |             |               |               |  |
| Total Union de la droite et du centre (UDC)                  | Total Union de la droite et du centre (UDC)                  | 70 236                                          | 14,25        | 0            | 0            | 1             |               |             |               |               |  |
|                                                              | Rassemblement national (RN)                                  | Rassemblement national (RN)                     | 57 320       | 11,63        | 0            | 15 631        | 3,51          | 0           | 0             | en stagnation |  |
|                                                              |                                                              | Mouvement conservateur (MC)                     | 19 533       | 3,96         | 0            |               |               |             | 0             | Nv            |  |
|                                                              | Reconquête (REC)                                             | 11 885                                          | 2,41         | 0            | 0            | Nv            |               |             |               |               |  |
|                                                              | Via, la voie du peuple (VIA)                                 | 2 617                                           | 0,53         | 0            | 0            | en stagnation |               |             |               |               |  |
| Total Reconquête et alliés (REC)                             | Total Reconquête et alliés (REC)                             | 34 035                                          | 6,91         | 0            | 0            | en stagnation |               |             |               |               |  |
|                                                              | Parti animaliste (PA)                                        | Parti animaliste (PA)                           | 9 268        | 1,88         | 0            | 0             | en stagnation |             |               |               |  |
|                                                              |                                                              | France Écologie (FÉ)                            | 7 891        | 1,60         | 0            | 0             | en stagnation |             |               |               |  |
|                                                              | Mouvement hommes animaux nature (MHAN)                       | 1 261                                           | 0,26         | 0            | 0            | Nv            |               |             |               |               |  |
| Total Tous unis pour le vivant (TUPV)                        | Total Tous unis pour le vivant (TUPV)                        | 9 152                                           | 1,86         | 0            | 0            | en stagnation |               |             |               |               |  |
|                                                              |                                                              | Les Patriotes (LP)                              | 3 135        | 0,64         | 0            | 0             | Nv            |             |               |               |  |
|                                                              | Debout la France (DLF)                                       | 1 761                                           | 0,36         | 0            | 0            | en stagnation |               |             |               |               |  |
| Total Union pour la France (UPF)                             | Total Union pour la France (UPF)                             | 4 896                                           | 0,99         | 0            | 0            | en stagnation |               |             |               |               |  |
|                                                              | Lutte ouvrière (LO)                                          | Lutte ouvrière (LO)                             | 3 864        | 0,78         | 0            | 0             | en stagnation |             |               |               |  |
|                                                              | Écologie au centre (EAC)                                     | Écologie au centre (EAC)                        | 1 945        | 0,39         | 0            | 0             | en stagnation |             |               |               |  |
|                                                              | Dissidents Les Républicains                                  | Dissidents Les Républicains                     | 1 592        | 0,32         | 0            | 0             | Nv            |             |               |               |  |
|                                                              | Dissidents Union des démocrates et indépendants              | Dissidents Union des démocrates et indépendants | 1 350        | 0,27         | 0            | 0             | Nv            |             |               |               |  |
|                                                              | Dissidents Ensemble                                          | Dissidents Ensemble                             | 1 268        | 0,26         | 0            | 0             | Nv            |             |               |               |  |
|                                                              | Les Centristes (LC) - hors accord UDC                        | Les Centristes (LC) - hors accord UDC           | 1 213        | 0,25         | 0            | 0             | Nv            |             |               |               |  |
|                                                              | Union des démocrates musulmans français (UDMF)               | Union des démocrates musulmans français (UDMF)  | 1 082        | 0,22         | 0            | 0             | Nv            |             |               |               |  |
|                                                              | Parti pirate (PP)                                            | Parti pirate (PP)                               | 866          | 0,18         | 0            | 0             | en stagnation |             |               |               |  |
|                                                              |                                                              | Espoir RIC 2022 (ER2022)                        | 435          | 0,09         | 0            | 0             | Nv            |             |               |               |  |
|                                                              | France Démocratie directe (FDD)                              | 218                                             | 0,04         | 0            | 0            | Nv            |               |             |               |               |  |
|                                                              | Nous Citoyens – France (NC)                                  | 183                                             | 0,04         | 0            | 0            | en stagnation |               |             |               |               |  |
| Total Convergence RIC (CRIC)                                 | Total Convergence RIC (CRIC)                                 | 836                                             | 0,17         | 0            | 0            | en stagnation |               |             |               |               |  |
|                                                              | Parti ouvrier indépendant démocratique (POID)                | Parti ouvrier indépendant démocratique (POID)   | 783          | 0,16         | 0            | 0             | en stagnation |             |               |               |  |
|                                                              |                                                              | Union des centristes et des écologistes (UCE)   | 737          | 0,15         | 0            | 0             | Nv            |             |               |               |  |
| Total Les écologistes avec la majorité présidentielle (ÉMP)  | Total Les écologistes avec la majorité présidentielle (ÉMP)  | 737                                             | 0,15         | 0            | 0            | Nv            |               |             |               |               |  |
|                                                              |                                                              | République souveraine (RS)                      | 328          | 0,07         | 0            | 0             | Nv            |             |               |               |  |
| Total La Raison du peuple (LRDP)                             | Total La Raison du peuple (LRDP)                             | 328                                             | 0,07         | 0            | 0            | Nv            |               |             |               |               |  |
|                                                              | Dissidents Reconquête (REC)                                  | Dissidents Reconquête (REC)                     | 235          | 0,05         | 0            | 0             | Nv            |             |               |               |  |
|                                                              | Le Mouvement de la ruralité (LMR)                            | Le Mouvement de la ruralité (LMR)               | 168          | 0,03         | 0            | 0             | Nv            |             |               |               |  |
|                                                              | Fédération française de citoyenneté (FFC)                    | Fédération française de citoyenneté (FFC)       | 69           | 0,01         | 0            | 0             | Nv            |             |               |               |  |
|                                                              |                                                              | Gauche républicaine et socialiste (GRS)         | 10           | 0,00         | 0            | 0             | Nv            |             |               |               |  |
| Total Fédération de la gauche républicaine (FGR)             | Total Fédération de la gauche républicaine (FGR)             | 10                                              | 0,00         | 0            | 0            | Nv            |               |             |               |               |  |
|                                                              | Sans étiquette (SE)                                          | Sans étiquette (SE)                             | 3 955        | 0,80         | 0            | 0             | en stagnation |             |               |               |  |
|                                                              |                                                              |                                                 |              |              |              |               |               |             |               |               |  |
| Suffrages exprimés                                           | Suffrages exprimés                                           | Suffrages exprimés                              | 492 726      | 98,42        |              | 444 966       | 93,06         |             |               |               |  |
| Votes blancs                                                 | Votes blancs                                                 | Votes blancs                                    | 6 023        | 1,20         | 24 608       | 5,15          |               |             |               |               |  |
| Votes nuls                                                   | Votes nuls                                                   | Votes nuls                                      | 1 868        | 0,37         | 8 567        | 1,79          |               |             |               |               |  |
| Total                                                        | Total                                                        | Total                                           | 500 617      | 100          | 0            | 478 141       | 100           | 12          | 12            | en stagnation |  |
| Abstentions                                                  | Abstentions                                                  | Abstentions                                     | 464 594      | 48,13        |              | 487 132       | 50,47         |             |               |               |  |
| Inscrits/Participation                                       | Inscrits/Participation                                       | Inscrits/Participation                          | 965 211      | 51,87        | 965 273      | 49,53         |               |             |               |               |  |

#### Résultats par nuance
| Nuance                 | Nuance                                         | Nuance                 | Premier tour | Premier tour | Premier tour | Second tour | Second tour   | Second tour | Total Sièges | +/-           |  |
| Nuance                 | Nuance                                         | Nuance                 | Voix         | %            | Sièges       | Voix        | %             | Sièges      | Total Sièges | +/-           |  |
| ---------------------- | ---------------------------------------------- | ---------------------- | ------------ | ------------ | ------------ | ----------- | ------------- | ----------- | ------------ | ------------- |  |
|                        | Ensemble !                                     | ENS                    | 166 826      | 33,86        | 0            | 271 530     | 61,02         | 10          | 10           | 1             |  |
|                        | Nouvelle Union populaire écologique et sociale | NUP                    | 120 692      | 24,49        | 0            | 157 805     | 35,46         | 2           | 2            | 2             |  |
|                        | Rassemblement national                         | RN                     | 57 320       | 11,63        | 0            | 15 631      | 3,51          | 0           | 0            | en stagnation |  |
|                        | Les Républicains                               | LR                     | 55 135       | 11,19        | 0            |             |               |             | 0            | 1             |  |
|                        | Reconquête                                     | REC                    | 34 035       | 6,91         | 0            | 0           | Nv            |             |              |               |  |
|                        | Ecologistes                                    | ECO                    | 22 547       | 4,58         | 0            | 0           | en stagnation |             |              |               |  |
|                        | Divers droite                                  | DVD                    | 12 929       | 2,62         | 0            | 0           | en stagnation |             |              |               |  |
|                        | Union des démocrates et indépendants           | UDI                    | 6 678        | 1,36         | 0            | 0           | en stagnation |             |              |               |  |
|                        | Divers                                         | DIV                    | 5 425        | 1,10         | 0            | 0           | en stagnation |             |              |               |  |
|                        | Droite souverainiste                           | DSV                    | 4 896        | 0,99         | 0            | 0           | en stagnation |             |              |               |  |
|                        | Divers extrême gauche                          | DXG                    | 4 647        | 0,94         | 0            | 0           | en stagnation |             |              |               |  |
|                        | Divers centre                                  | DVC                    | 1 268        | 0,26         | 0            | 0           | Nv            |             |              |               |  |
|                        | Divers gauche                                  | DVG                    | 328          | 0,07         | 0            | 0           | en stagnation |             |              |               |  |
|                        |                                                |                        |              |              |              |             |               |             |              |               |  |
| Suffrages exprimés     | Suffrages exprimés                             | Suffrages exprimés     | 492 726      | 98,42        |              | 444 966     | 93,06         |             |              |               |  |
| Votes blancs           | Votes blancs                                   | Votes blancs           | 6 023        | 1,20         | 24 608       | 5,15        |               |             |              |               |  |
| Votes nuls             | Votes nuls                                     | Votes nuls             | 1 868        | 0,37         | 8 567        | 1,79        |               |             |              |               |  |
| Total                  | Total                                          | Total                  | 500 617      | 100          | 0            | 478 141     | 100           | 12          | 12           | en stagnation |  |
| Abstentions            | Abstentions                                    | Abstentions            | 464 594      | 48,13        |              | 487 132     | 50,47         |             |              |               |  |
| Inscrits/Participation | Inscrits/Participation                         | Inscrits/Participation | 965 211      | 51,87        | 965 273      | 49,53       |               |             |              |               |  |

### Cartes

Nuance politique des candidats arrivés en tête dans chaque commune au 1er tour.
Nuance politique des candidats arrivés en tête dans chaque commune au 2e tour.

### Résultats par circonscription

#### Première circonscription
Député sortant : Didier Baichère (La République en marche)
| Candidat                 | Candidat                   | Parti et coalition       | Nuance                   | Premier tour | Premier tour | Second tour | Second tour |
| Candidat                 | Candidat                   | Parti et coalition       | Nuance                   | Voix         | %            | Voix        | %           |
| ------------------------ | -------------------------- | ------------------------ | ------------------------ | ------------ | ------------ | ----------- | ----------- |
|                          | Charles Rodwell            | Agir (ENS)               | ENS                      | 15 198       | 33,08        | 25 707      | 63,31       |
|                          | Sébastien Ramage           | LFI (NUPES)              | NUP                      | 11 253       | 24,49        | 14 898      | 36,69       |
|                          | Olivier de La Faire        | LR (UDC)                 | LR                       | 7 292        | 15,87        |             |             |
|                          | Laurence Trochu            | MC                       | REC                      | 5 730        | 12,47        |             |             |
|                          | Anne Jacqmin               | RN                       | RN                       | 3 332        | 7,25         |             |             |
|                          | Iphigénie Kameni           | LC                       | DVD                      | 1 213        | 2,64         |             |             |
|                          | Margaux-Charlotte Grespier | PA                       | ECO                      | 782          | 1,70         |             |             |
|                          | Sylvie Jégou               | LP (UPF)                 | DSV                      | 622          | 1,35         |             |             |
|                          | Jean-Loup Leroux           | LO                       | DXG                      | 291          | 0,63         |             |             |
|                          | Christophe Auger           | POID                     | DXG                      | 235          | 0,51         |             |             |
|                          |                            |                          |                          |              |              |             |             |
| Votes valides            | Votes valides              | Votes valides            | Votes valides            | 45 948       | 98,48        | 40 605      | 92,51       |
| Votes blancs             | Votes blancs               | Votes blancs             | Votes blancs             | 549          | 1,18         | 2 450       | 5,58        |
| Votes nuls               | Votes nuls                 | Votes nuls               | Votes nuls               | 162          | 0,35         | 836         | 1,90        |
| Total                    | Total                      | Total                    | Total                    | 46 659       | 100          | 43 891      | 100         |
| Abstention               | Abstention                 | Abstention               | Abstention               | 36 676       | 44,01        | 39 461      | 53,66       |
| Inscrits / participation | Inscrits / participation   | Inscrits / participation | Inscrits / participation | 83 335       | 55,99        | 83 352      | 52,66       |

#### Deuxième circonscription
Député sortant : Jean-Noël Barrot (Mouvement démocrate)
| Candidat                 | Candidat                 | Parti et coalition       | Nuance                   | Premier tour | Premier tour | Second tour | Second tour |
| Candidat                 | Candidat                 | Parti et coalition       | Nuance                   | Voix         | %            | Voix        | %           |
| ------------------------ | ------------------------ | ------------------------ | ------------------------ | ------------ | ------------ | ----------- | ----------- |
|                          | Jean-Noël Barrot         | MoDem (ENS)              | ENS                      | 17 391       | 34,88        | 28 559      | 64,27       |
|                          | Maïté Carrive-Bedouani   | EELV (NUPES)             | NUP                      | 11 296       | 22,66        | 15 880      | 35,73       |
|                          | Pascal Thévenot          | LR (UDC)                 | LR                       | 7 262        | 14,57        |             |             |
|                          | Gaëtan Brault            | RN                       | RN                       | 4 215        | 8,45         |             |             |
|                          | Céline Jullié            | MC                       | REC                      | 4 078        | 8,18         |             |             |
|                          | Jérémy Bizet             | FE (TUPV)                | ECO                      | 2 310        | 4,63         |             |             |
|                          | Pascal Casimir-Perrier   | MoDem diss.              | DVC                      | 1 268        | 2,54         |             |             |
|                          | Clara Ferré              | PA                       | ECO                      | 868          | 1,74         |             |             |
|                          | Isabelle Wawszczyk       | LP (UPF)                 | DSV                      | 656          | 1,32         |             |             |
|                          | Hélène Janisset          | LO                       | DXG                      | 282          | 0,57         |             |             |
|                          | Matthieu Borocco         | PP                       | DIV                      | 229          | 0,46         |             |             |
|                          |                          |                          |                          |              |              |             |             |
| Votes valides            | Votes valides            | Votes valides            | Votes valides            | 49 855       | 98,75        | 44 439      | 93,51       |
| Votes blancs             | Votes blancs             | Votes blancs             | Votes blancs             | 470          | 0,93         | 2 301       | 4,84        |
| Votes nuls               | Votes nuls               | Votes nuls               | Votes nuls               | 159          | 0,31         | 782         | 1,65        |
| Total                    | Total                    | Total                    | Total                    | 50 484       | 100          | 47 522      | 100         |
| Abstention               | Abstention               | Abstention               | Abstention               | 36 013       | 41,63        | 38 882      | 45,00       |
| Inscrits / participation | Inscrits / participation | Inscrits / participation | Inscrits / participation | 86 497       | 58,37        | 86 404      | 55,00       |

Du fait de la démission d'Anne Grignon élue en juin comme suppléante de Jean-Noël Barrot (tous les deux pour le Mouvement démocrate), anticipant une invalidation de l'élection par le Conseil constitutionnel pour cause d'incompatibilité de mandat, une élection partielle se déroule fin 2022. Celle-ci confirme le député élu une première fois lors d'un second tour opposant de nouveau Jean-Noël Barrot à la candidate d'Europe Écologie Les Verts.

#### Troisième circonscription
Députée sortante : Béatrice Piron (La République en marche)
| Candidat                 | Candidat                 | Parti et coalition       | Nuance                   | Premier tour | Premier tour | Second tour | Second tour |
| Candidat                 | Candidat                 | Parti et coalition       | Nuance                   | Voix         | %            | Voix        | %           |
| ------------------------ | ------------------------ | ------------------------ | ------------------------ | ------------ | ------------ | ----------- | ----------- |
|                          | Béatrice Piron           | LREM (ENS)               | ENS                      | 18 012       | 39,73        | 28 327      | 71,40       |
|                          | Louise Brody             | LFI (NUPES)              | NUP                      | 8 029        | 17,71        | 11 347      | 28,60       |
|                          | Bertrand Coquard         | UDI (UDC)                | UDI                      | 6 678        | 14,73        |             |             |
|                          | Jean-François Cuignet    | MC                       | REC                      | 4 698        | 10,36        |             |             |
|                          | Pierre-Yves Pinchaux     | RN                       | RN                       | 4 050        | 8,93         |             |             |
|                          | Isabelle Guigard         | FE (TUPV)                | ECO                      | 2 008        | 4,43         |             |             |
|                          | Lionel Deschamps         | PA                       | ECO                      | 763          | 1,68         |             |             |
|                          | Ayse Aslan               | DLF (UPF)                | DSV                      | 673          | 1,48         |             |             |
|                          | Olivier Augustin         | LO                       | DXG                      | 261          | 0,58         |             |             |
|                          | Caroline Niebel          | LMR                      | DVD                      | 168          | 0,37         |             |             |
|                          |                          |                          |                          |              |              |             |             |
| Votes valides            | Votes valides            | Votes valides            | Votes valides            | 45 340       | 98,83        | 39 674      | 92,83       |
| Votes blancs             | Votes blancs             | Votes blancs             | Votes blancs             | 410          | 0,89         | 2 250       | 5,26        |
| Votes nuls               | Votes nuls               | Votes nuls               | Votes nuls               | 128          | 0,28         | 816         | 1,91        |
| Total                    | Total                    | Total                    | Total                    | 45 878       | 100          | 42 740      | 100         |
| Abstention               | Abstention               | Abstention               | Abstention               | 37 556       | 45,01        | 40 717      | 48,79       |
| Inscrits / participation | Inscrits / participation | Inscrits / participation | Inscrits / participation | 83 434       | 54,99        | 83 457      | 51,21       |

#### Quatrième circonscription
Députée sortante : Marie Lebec (La République en marche)
| Candidat                 | Candidat                 | Parti et coalition       | Nuance                   | Premier tour | Premier tour | Second tour | Second tour |
| Candidat                 | Candidat                 | Parti et coalition       | Nuance                   | Voix         | %            | Voix        | %           |
| ------------------------ | ------------------------ | ------------------------ | ------------------------ | ------------ | ------------ | ----------- | ----------- |
|                          | Marie Lebec              | LREM (ENS)               | ENS                      | 18 308       | 42,34        | 25 888      | 65,69       |
|                          | Céline Bourdon           | LFI (NUPES)              | NUP                      | 10 780       | 24,93        | 13 522      | 34,31       |
|                          | Charles Consigny         | LR (UDC)                 | LR                       | 5 523        | 12,77        |             |             |
|                          | Sophie Lelandais         | RN                       | RN                       | 3 739        | 8,65         |             |             |
|                          | Bénédicte Rativet        | MC                       | REC                      | 2 826        | 6,54         |             |             |
|                          | Chloé Richard-Desoubeaux | PA                       | ECO                      | 1 107        | 2,56         |             |             |
|                          | Céline Zanatta           | ER2022 (CRIC)            | DIV                      | 435          | 1,01         |             |             |
|                          | Franck Maurel            | LO                       | DXG                      | 337          | 0,78         |             |             |
|                          | Bruno Caneparo           | NC (CRIC)                | DVD                      | 183          | 0,42         |             |             |
|                          |                          |                          |                          |              |              |             |             |
| Votes valides            | Votes valides            | Votes valides            | Votes valides            | 43 238       | 98,36        | 39 410      | 93,93       |
| Votes blancs             | Votes blancs             | Votes blancs             | Votes blancs             | 576          | 1,31         | 1 845       | 4,40        |
| Votes nuls               | Votes nuls               | Votes nuls               | Votes nuls               | 144          | 0,33         | 702         | 1,67        |
| Total                    | Total                    | Total                    | Total                    | 43 958       | 100          | 41 957      | 100         |
| Abstention               | Abstention               | Abstention               | Abstention               | 36 196       | 45,16        | 38 220      | 47,67       |
| Inscrits / participation | Inscrits / participation | Inscrits / participation | Inscrits / participation | 80 154       | 54,84        | 80 177      | 52,33       |

#### Cinquième circonscription
Députée sortante : Yaël Braun-Pivet (La République en marche)
| Candidat                 | Candidat                 | Parti et coalition       | Nuance                   | Premier tour | Premier tour | Second tour | Second tour |
| Candidat                 | Candidat                 | Parti et coalition       | Nuance                   | Voix         | %            | Voix        | %           |
| ------------------------ | ------------------------ | ------------------------ | ------------------------ | ------------ | ------------ | ----------- | ----------- |
|                          | Yaël Braun-Pivet         | LREM (ENS)               | ENS                      | 14 483       | 36,59        | 23 336      | 64,62       |
|                          | Sophie Thévenet          | LFI (NUPES)              | NUP                      | 9 322        | 23,55        | 12 779      | 35,38       |
|                          | Alexandra Dublanche      | LR (UDC)                 | LR                       | 7 086        | 17,90        |             |             |
|                          | Mathilde Androuët        | RN                       | RN                       | 3 079        | 7,78         |             |             |
|                          | Maxence Bringuier        | MC                       | REC                      | 2 201        | 5,56         |             |             |
|                          | Amélie Therond Keraudren | UDI diss.                | DVD                      | 1 350        | 3,41         |             |             |
|                          | Jean-Luc Dené            | PA                       | ECO                      | 932          | 2,35         |             |             |
|                          | Katia Voisin             | LP (UPF)                 | DSV                      | 508          | 1,28         |             |             |
|                          | Diane Lagrange           | RS (LRDP)                | DVG                      | 328          | 0,83         |             |             |
|                          | Alain Lépicier           | LO                       | DXG                      | 296          | 0,75         |             |             |
|                          |                          |                          |                          |              |              |             |             |
| Votes valides            | Votes valides            | Votes valides            | Votes valides            | 39 585       | 98,50        | 36 115      | 93,91       |
| Votes blancs             | Votes blancs             | Votes blancs             | Votes blancs             | 477          | 1,19         | 1 710       | 4,45        |
| Votes nuls               | Votes nuls               | Votes nuls               | Votes nuls               | 126          | 0,31         | 631         | 1,64        |
| Total                    | Total                    | Total                    | Total                    | 40 188       | 100          | 38 456      | 100         |
| Abstention               | Abstention               | Abstention               | Abstention               | 35 455       | 46,87        | 37 200      | 49,17       |
| Inscrits / participation | Inscrits / participation | Inscrits / participation | Inscrits / participation | 75 643       | 53,13        | 75 656      | 50,83       |

#### Sixième circonscription
Députée sortante : Natalia Pouzyreff (La République en marche)
| Candidat                 | Candidat                 | Parti et coalition       | Nuance                   | Premier tour | Premier tour | Second tour | Second tour |
| Candidat                 | Candidat                 | Parti et coalition       | Nuance                   | Voix         | %            | Voix        | %           |
| ------------------------ | ------------------------ | ------------------------ | ------------------------ | ------------ | ------------ | ----------- | ----------- |
|                          | Natalia Pouzyreff        | LREM (ENS)               | ENS                      | 14 378       | 37,78        | 22 244      | 64,52       |
|                          | Mélinda Sauger           | POI (NUPES)              | NUP                      | 9 323        | 24,50        | 12 231      | 35,48       |
|                          | Thibault de Montbrial    | LR (UDC)                 | LR                       | 6 747        | 17,73        |             |             |
|                          | Maria Macedo de Souza    | RN                       | RN                       | 2 993        | 7,87         |             |             |
|                          | Stéphane Boucher         | VIA                      | REC                      | 2 617        | 6,88         |             |             |
|                          | Jean-Luc Suzé            | PA                       | ECO                      | 890          | 2,34         |             |             |
|                          | Catherine Onofri         | LP (UPF)                 | DSV                      | 600          | 1,58         |             |             |
|                          | Cécile Perraudin         | LO                       | DXG                      | 310          | 0,81         |             |             |
|                          | Julian Verilhac          | PP                       | DIV                      | 128          | 0,34         |             |             |
|                          | Bénédicte Lemière        | FFC                      | DIV                      | 69           | 0,18         |             |             |
|                          |                          |                          |                          |              |              |             |             |
| Votes valides            | Votes valides            | Votes valides            | Votes valides            | 38 055       | 98,40        | 34 475      | 93,63       |
| Votes blancs             | Votes blancs             | Votes blancs             | Votes blancs             | 454          | 1,17         | 1 701       | 4,62        |
| Votes nuls               | Votes nuls               | Votes nuls               | Votes nuls               | 164          | 0,42         | 645         | 1,75        |
| Total                    | Total                    | Total                    | Total                    | 38 673       | 100          | 36 821      | 100         |
| Abstention               | Abstention               | Abstention               | Abstention               | 37 271       | 49,08        | 39 129      | 51,52       |
| Inscrits / participation | Inscrits / participation | Inscrits / participation | Inscrits / participation | 75 944       | 50,92        | 75 950      | 48,48       |

#### Septième circonscription
Députée sortante : Michèle de Vaucouleurs (Mouvement démocrate), ne se représente pas.
| Candidat                 | Candidat                 | Parti et coalition       | Nuance                   | Premier tour | Premier tour | Second tour | Second tour |
| Candidat                 | Candidat                 | Parti et coalition       | Nuance                   | Voix         | %            | Voix        | %           |
| ------------------------ | ------------------------ | ------------------------ | ------------------------ | ------------ | ------------ | ----------- | ----------- |
|                          | Nadia Hai                | LREM (ENS)               | ENS                      | 11 401       | 29,55        | 19 889      | 55,78       |
|                          | Michèle Christophoul     | PS (NUPES)               | NUP                      | 10 488       | 27,19        | 15 770      | 44,22       |
|                          | Laurent Brosse           | LR (UDC)                 | DVD                      | 5 723        | 14,84        |             |             |
|                          | Emmanuelle Fortin        | RN                       | RN                       | 5 195        | 13,47        |             |             |
|                          | Christèle Didierjean     | REC                      | REC                      | 1 910        | 4,95         |             |             |
|                          | Jacques Borie            | FE (TUPV)                | ECO                      | 1 244        | 3,22         |             |             |
|                          | Fouad Abouhamda          | EAC                      | ECO                      | 545          | 1,41         |             |             |
|                          | Pierre Plancoulaine      | PA                       | ECO                      | 543          | 1,41         |             |             |
|                          | Frédéric Janvier         | SE                       | DIV                      | 483          | 1,25         |             |             |
|                          | Rithe Katusevanako       | LP (UPF)                 | DSV                      | 346          | 0,9          |             |             |
|                          | Ali Kaya                 | LO                       | DXG                      | 287          | 0,74         |             |             |
|                          | Christiane Jombart       | REC diss.                | DIV                      | 235          | 0,61         |             |             |
|                          | Rémi Vincent             | PP                       | DIV                      | 176          | 0,46         |             |             |
|                          |                          |                          |                          |              |              |             |             |
| Votes valides            | Votes valides            | Votes valides            | Votes valides            | 38 576       | 98,53        | 35 659      | 93,43       |
| Votes blancs             | Votes blancs             | Votes blancs             | Votes blancs             | 427          | 1,09         | 1 859       | 4,87        |
| Votes nuls               | Votes nuls               | Votes nuls               | Votes nuls               | 147          | 0,38         | 647         | 1,70        |
| Total                    | Total                    | Total                    | Total                    | 39 150       | 100          | 38 165      | 100         |
| Abstention               | Abstention               | Abstention               | Abstention               | 41 488       | 51,45        | 42 493      | 52,68       |
| Inscrits / participation | Inscrits / participation | Inscrits / participation | Inscrits / participation | 80 638       | 48,55        | 80 658      | 47,32       |

#### Huitième circonscription
Député sortant : Michel Vialay (Les Républicains)
| Candidat                 | Candidat                 | Parti et coalition       | Nuance                   | Premier tour | Premier tour | Second tour | Second tour |
| Candidat                 | Candidat                 | Parti et coalition       | Nuance                   | Voix         | %            | Voix        | %           |
| ------------------------ | ------------------------ | ------------------------ | ------------------------ | ------------ | ------------ | ----------- | ----------- |
|                          | Benjamin Lucas           | G·s (NUPES)              | NUP                      | 10 054       | 33,37        | 15 849      | 56,41       |
|                          | Edwige Hervieux          | LREM (ENS)               | ENS                      | 7 336        | 24,35        | 12 246      | 43,59       |
|                          | Cyril Nauth              | RN                       | RN                       | 6 729        | 22,33        |             |             |
|                          | Michel Vialay            | LR (UDC)                 | LR                       | 2 365        | 7,85         |             |             |
|                          | Anne Sicard              | REC                      | REC                      | 1 055        | 3,50         |             |             |
|                          | Bernard Kossoko          | SE                       | DIV                      | 821          | 2,72         |             |             |
|                          | François Blaise          | PA                       | ECO                      | 516          | 1,71         |             |             |
|                          | Mélanie Bekono           | LP (UPF)                 | DSV                      | 403          | 1,34         |             |             |
|                          | Jean-Marwaan Préau       | UDMF                     | DIV                      | 326          | 1,08         |             |             |
|                          | Thierry Gonnot           | LO                       | DXG                      | 299          | 0,99         |             |             |
|                          | Jack Lefebvre            | POID                     | DXG                      | 228          | 0,76         |             |             |
|                          |                          |                          |                          |              |              |             |             |
| Votes valides            | Votes valides            | Votes valides            | Votes valides            | 30 132       | 98,03        | 28 095      | 93,13       |
| Votes blancs             | Votes blancs             | Votes blancs             | Votes blancs             | 460          | 1,50         | 1 465       | 4,86        |
| Votes nuls               | Votes nuls               | Votes nuls               | Votes nuls               | 146          | 0,47         | 608         | 2,02        |
| Total                    | Total                    | Total                    | Total                    | 30 738       | 100          | 30 168      | 100         |
| Abstention               | Abstention               | Abstention               | Abstention               | 43 784       | 58,75        | 44 355      | 59,52       |
| Inscrits / participation | Inscrits / participation | Inscrits / participation | Inscrits / participation | 74 522       | 41,25        | 74 523      | 40,48       |

#### Neuvième circonscription
Député sortant : Bruno Millienne (Mouvement démocrate)
| Candidat                 | Candidat                 | Parti et coalition       | Nuance                   | Premier tour | Premier tour | Second tour | Second tour |
| Candidat                 | Candidat                 | Parti et coalition       | Nuance                   | Voix         | %            | Voix        | %           |
| ------------------------ | ------------------------ | ------------------------ | ------------------------ | ------------ | ------------ | ----------- | ----------- |
|                          | Bruno Millienne          | MoDem (ENS)              | ENS                      | 11 275       | 26,34        | 21 452      | 57,85       |
|                          | Laurent Morin            | RN                       | RN                       | 9 613        | 22,45        | 15 631      | 42,15       |
|                          | Victor Pailhac           | REV (NUPES)              | NUP                      | 9 525        | 22,25        |             |             |
|                          | Pauline Winocour Lefèvre | LR (UDC)                 | LR                       | 4 376        | 10,22        |             |             |
|                          | Christophe Le Hot        | REC                      | REC                      | 2 331        | 5,44         |             |             |
|                          | Magà Ettori              | EAC                      | ECO                      | 1 400        | 3,27         |             |             |
|                          | Babette de Rozières      | LR diss.                 | DVD                      | 1 246        | 2,91         |             |             |
|                          | Fatma Lamir              | SE                       | DIV                      | 1 206        | 2,82         |             |             |
|                          | Aïda Czap                | PA                       | ECO                      | 770          | 1,8          |             |             |
|                          | Philippe Gommard         | LO                       | DXG                      | 407          | 0,95         |             |             |
|                          | Rachid Zerouali          | LR diss.                 | DVD                      | 346          | 0,81         |             |             |
|                          | Dominique Martin         | POID                     | DXG                      | 207          | 0,48         |             |             |
|                          | Aïcha Ihia               | UDMF                     | DIV                      | 101          | 0,24         |             |             |
|                          | Marion Levrard           | GRS (FGR)                | DIV                      | 10           | 0,02         |             |             |
|                          |                          |                          |                          |              |              |             |             |
| Votes valides            | Votes valides            | Votes valides            | Votes valides            | 42 813       | 97,86        | 37 083      | 90,41       |
| Votes blancs             | Votes blancs             | Votes blancs             | Votes blancs             | 726          | 1,66         | 3 187       | 7,77        |
| Votes nuls               | Votes nuls               | Votes nuls               | Votes nuls               | 208          | 0,48         | 748         | 1,82        |
| Total                    | Total                    | Total                    | Total                    | 43 747       | 100          | 41 018      | 100         |
| Abstention               | Abstention               | Abstention               | Abstention               | 49 221       | 52,94        | 51 979      | 55,89       |
| Inscrits / participation | Inscrits / participation | Inscrits / participation | Inscrits / participation | 92 968       | 47,06        | 92 997      | 44,11       |

#### Dixième circonscription
Députée sortante : Aurore Bergé (La République en marche)
| Candidat                 | Candidat                 | Parti et coalition       | Nuance                   | Premier tour | Premier tour | Second tour | Second tour |
| Candidat                 | Candidat                 | Parti et coalition       | Nuance                   | Voix         | %            | Voix        | %           |
| ------------------------ | ------------------------ | ------------------------ | ------------------------ | ------------ | ------------ | ----------- | ----------- |
|                          | Aurore Bergé             | LREM (ENS)               | ENS                      | 16 727       | 33,43        | 28 169      | 63,27       |
|                          | Cédric Briolais          | LFI (NUPES)              | NUP                      | 11 030       | 22,04        | 16 355      | 36,73       |
|                          | Anne Cabrit              | LR (UDC)                 | LR                       | 8 571        | 17,13        |             |             |
|                          | Thomas du Chalard        | RN                       | RN                       | 6 482        | 12,94        |             |             |
|                          | Philippe Chevrier        | REC                      | REC                      | 2 926        | 5,85         |             |             |
|                          | Patrice Jacono           | FE (TUPV)                | ECO                      | 2 329        | 4,65         |             |             |
|                          | Sylvie Bogaers           | PA                       | ECO                      | 824          | 1,65         |             |             |
|                          | Claire Coueignas         | DLF (UPF)                | DSV                      | 603          | 1,21         |             |             |
|                          | Marielle Saulnier        | LO                       | DXG                      | 433          | 0,87         |             |             |
|                          | Michel Bizien            | POID                     | DXG                      | 113          | 0,23         |             |             |
|                          |                          |                          |                          |              |              |             |             |
| Votes valides            | Votes valides            | Votes valides            | Votes valides            | 50 038       | 98,60        | 44 524      | 92,34       |
| Votes blancs             | Votes blancs             | Votes blancs             | Votes blancs             | 524          | 1,03         | 2 675       | 5,55        |
| Votes nuls               | Votes nuls               | Votes nuls               | Votes nuls               | 188          | 0,37         | 1 019       | 2,11        |
| Total                    | Total                    | Total                    | Total                    | 50 750       | 100          | 48 218      | 100         |
| Abstention               | Abstention               | Abstention               | Abstention               | 40 788       | 44,56        | 43 332      | 52,67       |
| Inscrits / participation | Inscrits / participation | Inscrits / participation | Inscrits / participation | 91 538       | 55,44        | 91 550      | 52,67       |

#### Onzième circonscription
Député sortant : Philippe Benassaya (Les Républicains)
| Candidat                 | Candidat                 | Parti et coalition       | Nuance                   | Premier tour | Premier tour | Second tour | Second tour |
| Candidat                 | Candidat                 | Parti et coalition       | Nuance                   | Voix         | %            | Voix        | %           |
| ------------------------ | ------------------------ | ------------------------ | ------------------------ | ------------ | ------------ | ----------- | ----------- |
|                          | William Martinet         | LFI (NUPES)              | NUP                      | 10 888       | 32,96        | 15 760      | 50,18       |
|                          | Aurélie Piacenza         | LREM (ENS)               | ENS                      | 8 289        | 25,09        | 15 644      | 49,82       |
|                          | Philippe Benassaya       | LR (UDC)                 | LR                       | 5 913        | 17,90        |             |             |
|                          | Sophie Chabanet          | RN                       | RN                       | 3 500        | 10,60        |             |             |
|                          | Alexandre Arnaud         | REC                      | REC                      | 1 563        | 4,73         |             |             |
|                          | Jean-Luc Tramoni         | UCE (ÉMP)                | ECO                      | 737          | 2,23         |             |             |
|                          | Christophe Aubin         | PA                       | ECO                      | 665          | 2,01         |             |             |
|                          | Olivier Gallant          | DLF (UPF)                | DSV                      | 485          | 1,47         |             |             |
|                          | Raouf Maïza              | UDMF                     | DIV                      | 339          | 1,03         |             |             |
|                          | Aymeric Delefosse        | PP                       | DIV                      | 333          | 1,01         |             |             |
|                          | Patrick Planque          | LO                       | DXG                      | 322          | 0,97         |             |             |
|                          |                          |                          |                          |              |              |             |             |
| Votes valides            | Votes valides            | Votes valides            | Votes valides            | 33 034       | 97,95        | 31 404      | 93,87       |
| Votes blancs             | Votes blancs             | Votes blancs             | Votes blancs             | 530          | 1,57         | 1 471       | 4,40        |
| Votes nuls               | Votes nuls               | Votes nuls               | Votes nuls               | 160          | 0,47         | 578         | 1,73        |
| Total                    | Total                    | Total                    | Total                    | 33 724       | 100          | 33 453      | 100         |
| Abstention               | Abstention               | Abstention               | Abstention               | 35 647       | 51,39        | 35 928      | 51,78       |
| Inscrits / participation | Inscrits / participation | Inscrits / participation | Inscrits / participation | 69 371       | 48,61        | 69 381      | 48,22       |

#### Douzième circonscription
Députée sortante : Florence Granjus (La République en marche), ne se représente pas.
| Candidat                 | Candidat                 | Parti et coalition       | Nuance                   | Premier tour | Premier tour | Second tour | Second tour |
| Candidat                 | Candidat                 | Parti et coalition       | Nuance                   | Voix         | %            | Voix        | %           |
| ------------------------ | ------------------------ | ------------------------ | ------------------------ | ------------ | ------------ | ----------- | ----------- |
|                          | Karl Olive               | LREM (ENS)               | ENS                      | 14 028       | 38,85        | 20 069      | 59,94       |
|                          | Edwin Legris             | GÉ (NUPES)               | NUP                      | 8 704        | 24,10        | 13 414      | 40,06       |
|                          | Jean-Louis Mettelet      | RN                       | RN                       | 4 393        | 12,16        |             |             |
|                          | François Moutot          | LR (UDC)                 | DVD                      | 2 700        | 7,48         |             |             |
|                          | Sabine Clément           | REC                      | REC                      | 2 100        | 5,82         |             |             |
|                          | Dimitri Carbonnelle      | SE                       | ECO                      | 1 445        | 4,00         |             |             |
|                          | Isabelle Fournière       | MHAN (TUPV)              | ECO                      | 1 261        | 3,49         |             |             |
|                          | Mathieu Paranthoën       | PA                       | ECO                      | 608          | 1,68         |             |             |
|                          | Jean-Pierre Mercier      | LO                       | DXG                      | 339          | 0,94         |             |             |
|                          | Lamine Boudiaf           | UDMF                     | DIV                      | 316          | 0,88         |             |             |
|                          | Jean-Marc Tran           | FDD (CRIC)               | DIV                      | 218          | 0,60         |             |             |
|                          |                          |                          |                          |              |              |             |             |
| Votes valides            | Votes valides            | Votes valides            | Votes valides            | 36 112       | 98,48        | 33 483      | 93,71       |
| Votes blancs             | Votes blancs             | Votes blancs             | Votes blancs             | 420          | 1,15         | 1 694       | 4,74        |
| Votes nuls               | Votes nuls               | Votes nuls               | Votes nuls               | 136          | 0,37         | 555         | 1,55        |
| Total                    | Total                    | Total                    | Total                    | 36 668       | 100          | 35 732      | 100         |
| Abstention               | Abstention               | Abstention               | Abstention               | 34 499       | 48,48        | 35 436      | 49,79       |
| Inscrits / participation | Inscrits / participation | Inscrits / participation | Inscrits / participation | 71 167       | 51,52        | 71 168      | 50,21       |